# Villa Paul Poiret
La villa Paul Poiret, située à Mézy-sur-Seine, 32, route d'Apremont, dans le département des Yvelines (France), est l'œuvre de l'architecte Robert Mallet-Stevens qui ne peut cependant pas l'achever, l'entreprise de haute couture du maître d'ouvrage, Paul Poiret, ayant fait faillite. Comme la villa Savoye, construite à Poissy par Le Corbusier quelques années plus tard, cette villa appartient au courant de l'architecture moderne de l'entre-deux-guerres. La maison est ensuite passée de mains en mains, avec intervention de différents architectes, dans une longue saga immobilière, toujours en cours.

## La villa
Implantée sur le flanc d'une proéminence connue sous le nom du « Gibet », c'est une composition géométrique aux lignes très épurées. Cette construction blanche, en béton, aux formes cubiques a des proportions généreuses : 800 m2 de surface habitable. Le hall, pièce principale de la villa, offre sept mètres de hauteur sous plafond et deux grandes baies vitrées qui montent jusqu'au plafond. La terrasse supérieure offre un panorama imprenable sur la vallée de la Seine.
En 1984, la villa est inscrite au titre des Monuments historiques,.

## Histoire
Cette villa est construite sur commande en 1921-1923 pour le couturier Paul Poiret, qui s'est adressé à l'architecte Robert Mallet-Stevens, dans un parc de 5 hectares dominant le village et la vallée de la Seine. Ce dernier la décrit ainsi : « Surfaces unies, arêtes vives, courbes nettes, matières polies, angles droits, clarté, ordre. C'est ma maison logique et géométrique de demain ».
Paul Poiret choisit cet emplacement car il peut y apercevoir le plan d'eau olympique de Meulan - Les Mureaux où s'était installé le Cercle de la Voile de Paris en 1893 ( et qui a accueilli les Jeux olympiques de 1900 et 1924). Il rejoint le cercle nautique de Chatou en 1929 quand celui-ci s'installe aussi aux Mureaux et devient le Yacht Club de l'Île-de-France dont il dessine le pavillon.
Son propriétaire ne l'habite cependant jamais et occupe seulement la maison du gardien en attendant l'achèvement du chantier qu'il ne peut poursuivre, sa maison de couture ayant fait faillite en 1926 (dès juin 1923. Les travaux cessent faute de moyens, seul le gros œuvre étant achevé). Il la revend en 1930 à l'actrice Elvire Popesco, qui lui fait subir des transformations par un architecte, Paul Boyer, en 1932, dénaturant quelque peu le projet initial. Cet architecte y ajoute notamment des fenêtres en forme de hublot et des rambardes en forme de bastingage, ce qui vaut à la villa le surnom de « paquebot » (ou également « le château de Mézy »). Elvire Popesco y vit jusqu'en 1985. Après cette date, la villa est abandonnée et son état se dégrade fortement, alors même qu'elle vient d'être inscrite à l'inventaire supplémentaire des monuments historiques.
En 1989, un homme d'affaires fantasque, Sidney Nata († 1996), l'achète, qui y organise en 1991 la confrontation de Mézy (réunion de 17 personnalités de l'architecture internationale, telles que Norman Foster, Ricardo Bofill, Jean Nouvel, Renzo Piano, etc. pour participer à un projet surprenant : la réalisation d'un lotissement de 17 maisons manifestes), réunion sans lendemain,. En 2006, Laurent Brun, constructeur et promoteur, et son épouse, marchand d'art, s'en rendent acquéreurs lors de sa vente aux enchères publiques pour un montant d'1,8 million d'euros, afin de la restaurer, disent-ils, « dans l'esprit initial de Robert Mallet-Stevens ». La villa est ouverte au public épisodiquement, notamment à l'occasion des journées européennes du patrimoine. La réhabilitation du bâtiment, lancée en 2008, dure neuf mois : modification de la terrasse, des façades, changement des huisseries, mise aux normes des circuits électriques, aménagement des sous-sols. Laurent Brun fait appel notamment à l'architecte Jean-Michel Wilmotte. Elle est habitée par son propriétaire. La maison du gardien reste alors, quant à elle, murée et sans huisseries.
La maison est de nouveau en vente début 2012, puis début 2016 avec une mise à prix d'1,2 million d'euros. Au début 2016, c'est Gilbert Wahnich, président d'une société spécialisée dans l'immobilier qui construit des centres commerciaux, la G2AM, qui l'acquiert. Puis, en mai 2016, un nouveau promoteur, Jean-Pierre Jarjaille, en fait l'acquisition pour 2,2 millions d'euros,. Mais, en 2025, elle est de nouveau mise en vente, la saga immobilière autour de cette maison continue.

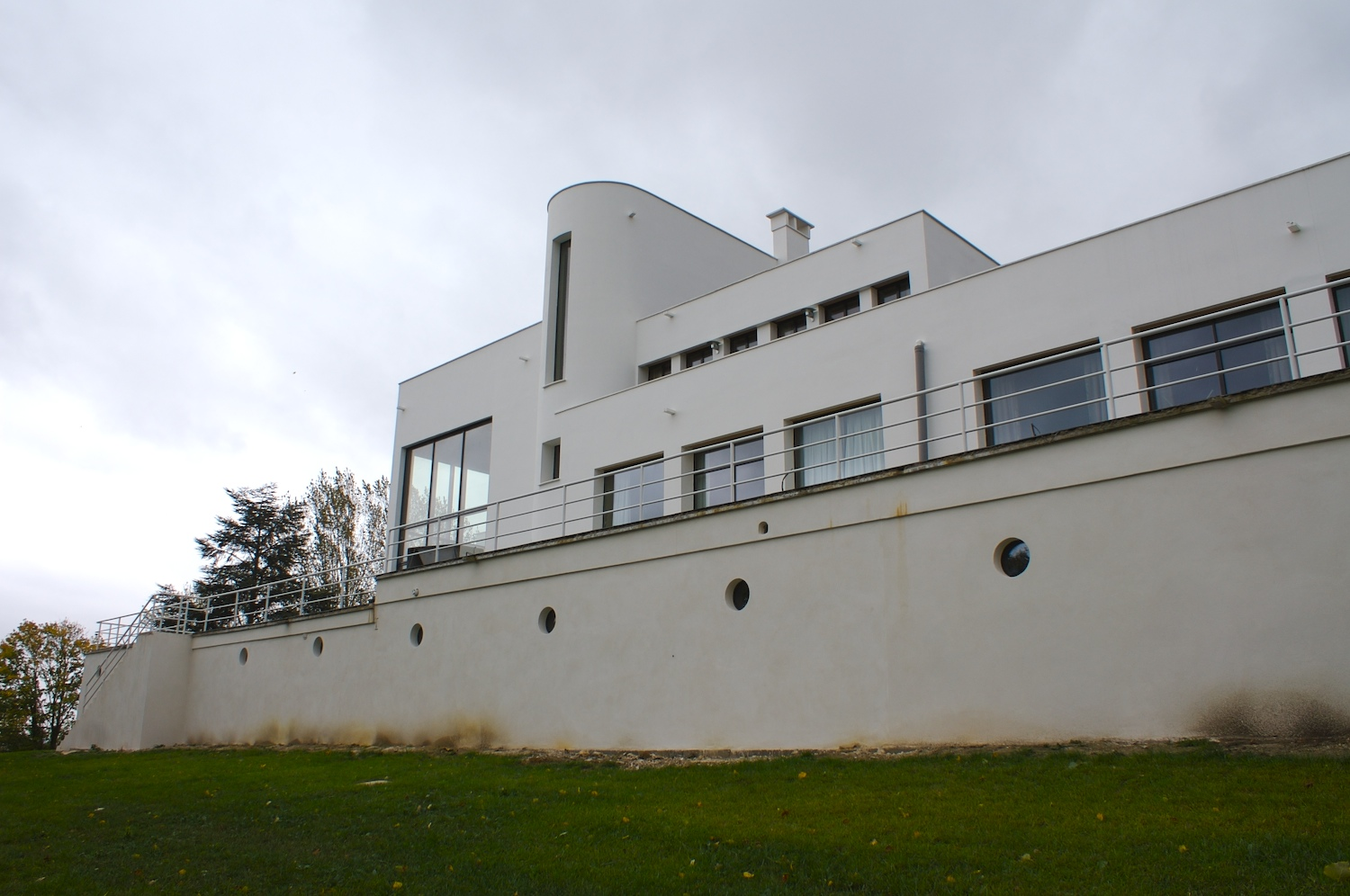
Façade est, remaniée en style paquebot dans les années 1930.
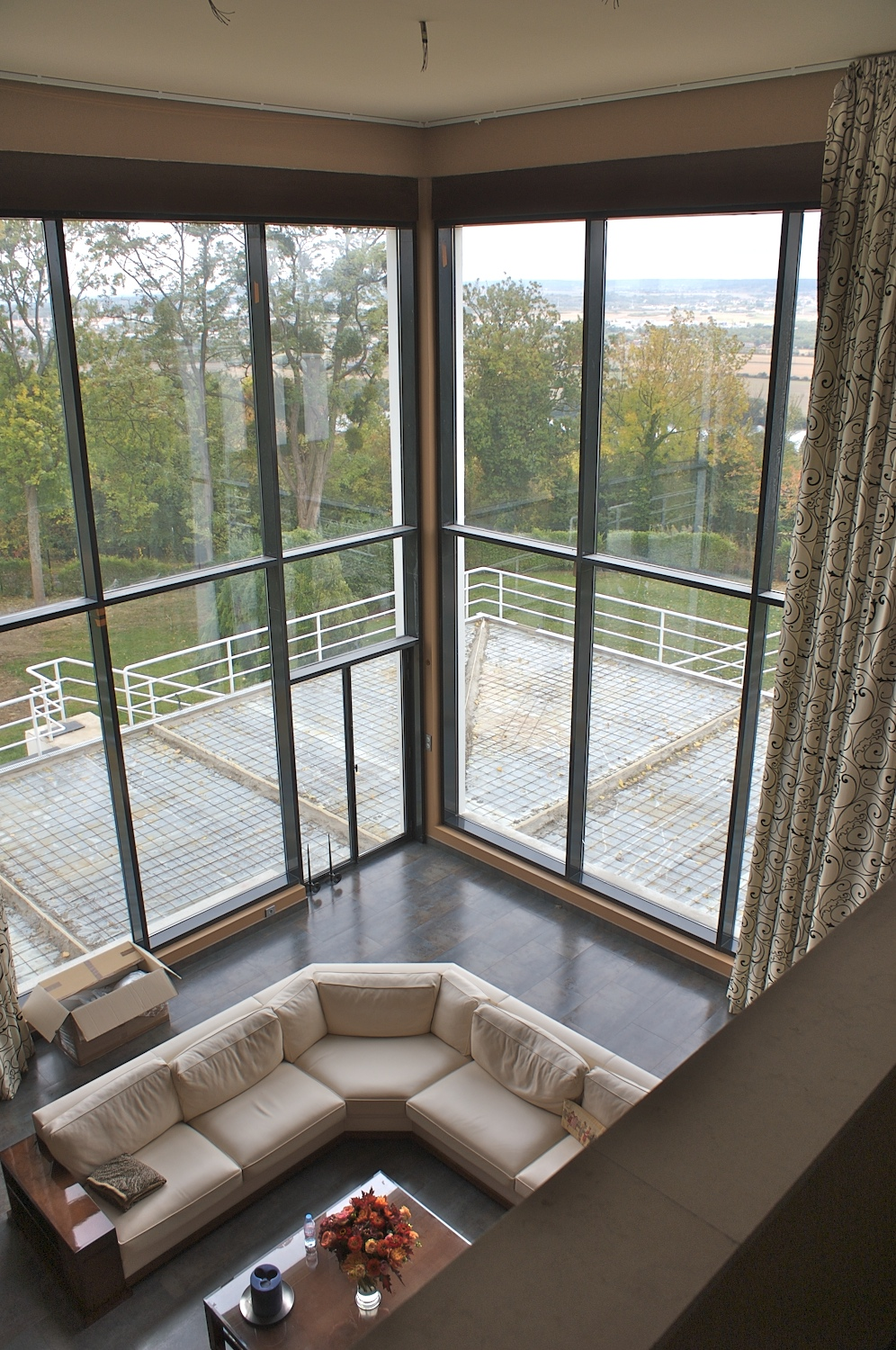
Vue intérieure

## Dans la culture populaire
La villa apparaît dans les films Holy Motors,, Prête-moi ta main,, 96 Heures et Une famille à louer.